# 鵜川町
鵜川町（うかわまち）は、石川県鳳至郡に存在した町である。

## 地理

### 隣接していた市町村
- 市
  - 輪島市
- 町
  - 能都町・穴水町
- 村
  - 柳田村

## 歴史

### 沿革
- 1889年（明治22年）4月1日 町村制の施行により、鳳至郡鵜川村、七見村及び小垣村を廃し、その区域をもって鳳至郡鵜川村を設置する。
- 1908年（明治41年）4月1日 鳳至郡鵜川村及び山田村を廃し、その区域をもって鳳至郡鵜川村を設置する。
- 1939年（昭和14年）11月3日 鳳至郡鵜川村を廃し、その区域をもって鳳至郡鵜川町を設置する。
- 1956年（昭和31年）9月30日 鳳至郡鵜川町を廃し、その区域を鳳至郡能都町に編入する。鵜川町の13大字は能都町に継承。

## 行政

### 町長
| 代 | 人 | 氏名           | 就任                     | 退任                      | 備考     |
| -- | -- | -------------- | ------------------------ | ------------------------- | -------- |
| 1  | 1  | 新田六右衛門   | 1889年（明治22年）4月    | 1893年（明治26年）4月     |          |
| 2  | 1  | 新田六右衛門   | 1893年（明治26年）4月    | 不詳                      |          |
|    |    | 中原四郎右衛門 | 1894年（明治27年）6月8日 | 1894年（明治27年）8月9日  | 臨時代理 |
| 3  | 2  | 橋本勇次       | 1894年（明治27年）8月    | 1896年（明治29年）6月8日  |          |
| 4  | 3  | 一谷喜一郎     | 1896年（明治29年）6月    | 1900年（明治33年）6月     |          |
| 5  | 3  | 一谷喜一郎     | 1900年（明治33年）6月    | 1901年（明治34年）8月     |          |
| 6  | 4  | 河合喜太郎     | 1901年（明治34年）8月    | 1905年（明治38年）        |          |
| 7  | 4  | 河合喜太郎     | 1905年（明治38年）8月    | 1908年（明治41年）3月31日 |          |

| 代 | 人 | 氏名       | 就任                      | 退任                       | 備考           |
| -- | -- | ---------- | ------------------------- | -------------------------- | -------------- |
|    |    | 篠森孫平   | 1908年（明治41年）4月1日  | 1908年（明治41年）7月28日  | 事務取扱       |
|    |    | 下地隆記   | 1908年（明治41年）7月29日 | 1909年（明治42年）8月6日   | 臨時代理       |
|    |    | 橋本脩次   | 1909年（明治42年）8月7日  | 1911年（明治44年）6月15日  | 助役、臨時代理 |
| 1  | 1  | 高坂竹次郎 | 1911年（明治44年）6月16日 | 1914年（大正3年）8月21日   |                |
|    |    | 下地隆記   | 1914年（大正3年）10月1日  | 1914年（大正3年）11月5日   | 職務管掌       |
| 2  | 2  | 竹内久次郎 | 1914年（大正3年）11月6日  | 1916年（大正5年）5月11日   |                |
| 3  | 3  | 浅田善作   | 1916年（大正5年）6月19日  | 1919年（大正8年）2月28日   |                |
| 4  | 3  | 浅田善作   | 1919年（大正8年）11月20日 | 1923年（大正12年）11月19日 |                |
| 5  | 4  | 岩谷正行   | 1924年（大正13年）4月16日 | 1928年（昭和3年）4月15日   |                |
| 6  | 5  | 橋本脩次   | 1928年（昭和3年）9月12日  | 1931年（昭和7年）9月11日   |                |
| 7  | 5  | 橋本脩次   | 1932年（昭和7年）9月12日  | 1936年（昭和11年）9月11日  |                |
| 8  | 6  | 中田三郎   | 1936年（昭和11年）9月25日 | 1939年（昭和14年）11月2日  |                |

| 代 | 人 | 氏名         | 就任                      | 退任                       | 備考 |
| -- | -- | ------------ | ------------------------- | -------------------------- | ---- |
| 1  | 1  | 中田三郎     | 1939年（昭和14年）11月3日 | 1940年（昭和15年）9月24日  |      |
| 2  | 1  | 中田三郎     | 1940年（昭和15年）9月25日 | 1942年（昭和17年）9月24日  |      |
| 3  | 2  | 浜中長市     | 1943年（昭和18年）3月21日 | 1946年（昭和21年）11月11日 |      |
| 4  | 3  | 五十嵐幸次郎 | 1947年（昭和22年）4月5日  | 1951年（昭和26年）4月4日   |      |
| 5  | 4  | 竹内久雄     | 1951年（昭和26年）4月23日 | 1953年（昭和28年）7月9日   |      |
| 6  | 5  | 河合寅之助   | 1953年（昭和28年）7月11日 | 1955年（昭和30年）4月25日  |      |
| 7  | 6  | 橋本浩次     | 1955年（昭和30年）9月4日  | 1956年（昭和31年）9月29日  |      |